# Metal Sonic
Metal Sonic est un personnage de jeu vidéo de la franchise Sonic the Hedgehog apparu pour la première fois en 1993 dans Sonic CD. Créé par le Dr. Eggman, il a été pensé pour être la copie parfaite de Sonic en imitant ses mouvements.

## Biographie

### Sonic CD
Metal Sonic fait ses débuts dans Sonic CD. Il a été créé par le Dr. Eggman dans le but de rivaliser avec le hérisson bleu. Celui-ci est envoyé par le docteur dans le temps pour changer le passé afin qu'Eggman puisse gouverner l'avenir, à Collision Chaos, il kidnappe Amy Rose qui suivait Sonic. Il rencontre à nouveau ce dernier à Stardust Speedway et le défie à une course plutôt qu'un combat de boss classique, Eggman chassant Sonic sur son Eggpod muni d'un faisceau laser. Sonic gagne finalement la course sauvant Amy au passage, Metal Sonic quant à lui échoue et se prend la porte de plein fouet, le faisant s'écraser et tomber de la plateforme, le désactivant, Eggman quant à lui bat en retraite.

### Sonic Triple Trouble
Metal Sonic apparaît comme un boss surprise dans Sonic Triple Trouble. À l'inverse de Sonic CD, il s'agit d'une bataille de boss classique bien qu'il utilise le vol et l'évasion comme attaques. Après avoir été vaincu, il n'est plus revu pour le reste du jeu.

### Sonic R
Metal Sonic est un personnage à déverrouiller dans Sonic R. Pour le débloquer, il faut récolter tous les jetons Sonic dans le parcours Resort Island, terminer la course au moins à la 3ème place et l'affronter dans une course en tête à tête contre lui.

### Sonic Heroes
Metal Sonic apparaît en tant qu'antagoniste principal dans Sonic Heroes. Après avoir trahi Eggman en l'enfermant et en prenant son identité comme déguisement, il se met à copier les données biographiques de tous les héros du jeu, ainsi que Froggy et Chocola (qu'il a kidnappés sous l'identité de Sonic) pour assurer sa forme ultime, Metal Madness, et plus tard Metal Overlord. Cela a conduit à le rendre plus puissant, mais aussi à avoir une nouvelle apparence nommée Neo Metal Sonic. Il réussit à y parvenir grâce à Chocola, ce dernier avait un lien avec le Chaos, l'antagoniste de Sonic Adventure ainsi que de Froggy qui avait avalé le Chaos.
Après sa défaite face à Super Sonic aidé de Tails et Knuckles protégés par un champ de force mais non transformés, sous sa forme de Metal Overlord. Il revient à sa forme originale, Sonic le défie pour une future revanche et s'en va. Mais Metal Sonic finit par se désactiver et sera récupéré par E-123 Omega.

### Sonic Rivals
Après 3 ans d'absence, Metal Sonic fait son retour dans Sonic Rivals, il est reprogrammé par Eggman Nega afin qu'il puisse le servir et ainsi arrêter Sonic, Knuckles, Shadow et Silver. Après sa première défaite face à eux, il est amélioré par Eggman Nega à partir des données qu'il a reçues lors de sa rencontre avec les héros. Il essaie plus tard d'arrêter Sonic, Shadow, Silver et Knuckles à nouveau, mais perd une nouvelle fois. Il essaiera plus tard de les empêcher de détruire le vaisseau de sauvetage de Nega, mais échoue.
Il est également jouable et peut être déverrouillé en ayant terminé le mode histoire de chaque personnage.

### Sonic Rivals 2
Metal Sonic apparaît également dans Sonic Rivals 2 sauf qu'il est jouable dès le départ. Reprogrammé par Eggman, le scientifique l'envoie faire équipe avec Shadow afin d'empêcher Eggman Nega de réveiller le monstre nommé Ifrit. Une version 3.0 créée par Eggman Nega apparaît également.

### Sonic the Hedgehog 4
Metal Sonic apparaît dans Sonic the Hedgehog 4: Episode 2 comme l'un des principaux méchants avec le Dr. Eggman. Il est combattu à White Park Zone et dans Sky Fortress Zone, puis deux fois dans Death Egg Mk. 2 Zone. Il est aussi le seul personnage jouable dans l'extension de Sonic 4 nommée Episode Metal qui raconte son retour après les évènements de Sonic CD.

### Sonic X Shadow Generations
Metal Sonic est le premier rival à battre, il est en possession d'une Chaos Emerald qu'on obtient après l'avoir battu.
Sa forme de Metal Overlord est présente dans la partie Shadow Generations en tant que boss.

### Sonic Mania
Metal Sonic apparaît à la fin de l'acte 2 de Stardust Speedway Zone. On l'affronte d'abord dans des sections de courses comme dans Sonic CD tout en esquivant ses attaques.
Ensuite il prendra le contrôle d'un générateur produisant des Silver Sonic, Metal Sonic tirera des boules électriques pour blesser le joueur. Lorsque les Silver Sonic accélèrent leur Spin Dash, le joueur doit faire une Spin Attack pour les faire rebondir et frapper Metal Sonic.
Une fois le sommet d'une tour en forme d'Eggman atteinte, le Dr. Eggman équipé d'un rubis fantôme, l'utilise pour transformer Metal Sonic en Giga Metal (similaire à Knuckles' Chaotix). Pour le battre, le joueur doit frapper la coque en verre sur sa poitrine contenant un rubis fantôme.

### Sonic Forces
Une copie fantôme de Metal Sonic créée par Infinite apparaît aux côtés des copies fantômes de Chaos, Shadow et Zavok, l'illusion de Metal Sonic sera combattue comme boss plus tard dans le jeu.
Des centaines de copies de Metal Sonic apparaissent dans la bataille finale.

## Autres apparitions

### Sonic Drift 2
Metal Sonic apparaît comme l'un des personnages jouables de Sonic Drift 2. Son véhicule se nomme le Blue Devil. Il est rapide en vitesse mais faible en maniabilité.

### Knuckles' Chaotix
Metal Sonic est l'un des deux antagonistes de Knuckles' Chaotix avec le Dr. Eggman. Il peut apparaître et surprendre le joueur s'il attend pendant une minute dans un niveau. Après sa défaite des mains de Knuckles et de la team Chaotix. Eggman utilisera le Dark Ring pour le transformer en Metal Sonic Kai. Malgré sa puissance, il sera vaincu.

### Sonic Adventure
Metal Sonic fait un caméo dans Sonic Adventure où il est visible dans un tube en stase aux côtés de Mecha Sonic. Il apparaît aussi dans un flashback dans l'histoire d'Amy Rose.
Dans le remake Sonic Adventure DX sorti sur GameCube, Metal Sonic est jouable une fois tous les emblèmes collectés.

### Sonic Adventure 2
Metal Sonic apparaît comme personnage jouable multijoueur à déverrouiller dans Sonic Adventure 2. Il est également un personnage multijoueur standard dans Sonic Adventure 2: Battle.

### Sonic Free Riders
Metal Sonic est un personnage jouable ainsi l'antagoniste principal caché et le boss final du mode histoire de Sonic Free Riders. Il se déguise en robot nommé E-10000B, et rejoint Shadow et Rouge dans la team Dark en leur faisant croire qu'ils les aiderait à gagner le Grand Prix alors qu'en réalité il souhaite copier leurs capacités ainsi que celles des autres équipes. Il révèle plus tard son identité et défie Sonic à une course pour lui prouver qu'il est meilleur que lui. Il se fera finalement battre par Sonic.

### Team Sonic Racing
Metal Sonic court pour la team Eggman aux côtés de Zavok et du Dr. Eggman lors du Grand Prix organisé par Dodon Pa. Il conduit la Formula M dans la catégorie Vitesse.

### Sonic Colours Ultimate
Alors qu'il n'apparaît pas dans le jeu original. Metal Sonic est visible dans le mode Rival Rush de Sonic Colours Ultimate où il doit être battu à la course comme dans Sonic CD.

### Sonic Superstars
Un skin de Metal Sonic apparaît dans Sonic Superstars et peut être utilisé dans le mode Combat. Le prototype qu'on affronte dans la zone CyberStation ressemblera à Metal Sonic si le joueur personnalise son premier robot avec les bonnes pièces.

### Série Mario et Sonic
Metal Sonic apparaît à partir de Mario et Sonic aux Jeux olympiques d'hiver comme personnage jouable. Il est aussi présent dans les opus suivants.

## Apparence
Metal Sonic mesure un mètre et pèse 125 kg. Comme Sonic, il est fait d'un alliage bleu, ses pieds sont rouges et l'affaissement sur sa poitrine est jaune. Il possède une fusée dans son dos destinée à le faire léviter et le tenir. Au lieu du ventre rasé de Sonic, il à un affaissement rond jaune lui servant de bouche.
À l'inverse de Sonic, ses iris sont rouges, son sclére est noir, son nez pointu est gris et l'alliage de ses mains sont colorés comme des mitaines. Ses épaules sont couvertes par des épaulettes grises, ses avant bras sont cachés sous des sortes d'entonnoirs en guise de brassards et jambières.

## Interprétation
Metal Sonic est doublé par Ryan Drummond en anglais et en japonais par Jun'ichi Kanemaru dans Sonic Heroes. C'est d'ailleurs le seul jeu où il a une voix.

## Jeux où Metal Sonic apparaît
- 1993 - Sonic CD
- 1994 - Sonic Triple Trouble
- 1995 - Sonic Drift 2
- 1995 - Knuckles' Chaotix
- 1996 - Sonic the Fighters
- 1997 - Sonic R
- 1998 - Sonic Adventure (caméo)
- 2001 - Sonic Adventure 2
- 2001 - Sonic Adventure 2: Battle
- 2003 - Sonic Pinball Party
- 2003 - Sonic Adventure DX
- 2003 - Sonic Heroes
- 2006 - Sonic Rivals
- 2007 - Sonic Rivals 2
- 2008 - Sega Superstars Tennis (caméo)
- 2009 - Mario et Sonic aux Jeux olympiques d'hiver
- 2010 - Sonic & Sega All-Stars Racing
- 2010 - Sonic the Hedgehog 4: Episode 1 (caméo)
- 2010 - Sonic Free Riders
- 2011 - Sonic Generations
- 2011 - Mario et Sonic aux Jeux olympiques de Londres 2012
- 2012 - Sonic the Hedgehog 4: Episode 2
- 2012 - Sonic & All-Stars Racing Transformed
- 2013 - Sonic Dash
- 2013 - Mario et Sonic aux Jeux olympiques de Sotchi 2014
- 2014 - Sonic Boom : L'Ascension de Lyric
- 2014 - Sonic Boom : Le Cristal brisé
- 2015 - Sonic Runners
- 2016 - Mario et Sonic aux Jeux olympiques de Rio 2016
- 2017 - Sonic Mania
- 2017 - Sonic Forces
- 2019 - Team Sonic Racing
- 2019 - Mario et Sonic aux Jeux olympiques de Tokyo 2020
- 2021 - Sonic Colours Ultimate
- 2023 - The Murder of Sonic the Hedgehog (caméo)
- 2023 - Sonic Superstars
- 2024 - Sonic X Shadow Generations
- 2025 - Sonic Rumble
- 2025 - Sonic Racing: Crossworlds

## Apparitions dans d'autres médias
Metal Sonic apparaît sous le nom de Hyper Metal Sonic dans Sonic the Hedgehog: The Movie de 1996. Au grand dam d'Eggman, Metal Sonic éprouve des sentiments et basculera du côté de Sonic avant de se sacrifier.
Metal Sonic est visible dans la série Sonic Boom où il se fait vaincre par Sonic et Shadow dans le dernier épisode.
Metal Sonic fait une apparition durant la scène Post-generique du film Sonic 3